# چری گروو (نیویورک)
چری گروو (به انگلیسی: Cherry Grove) یک منطقهٔ مسکونی در ایالات متحده آمریکا است که در شهرستان سافک، نیویورک واقع شده‌است.